# Lijst van burgemeesters van Neerijnen
Dit is een lijst van burgemeesters van de voormalige Nederlandse gemeente Neerijnen in de provincie Gelderland vanaf het ontstaan in 1978.
| Ambtsperiode                      | Naam burgemeester                         | Partij of stroming | Bijzonderheden                                                                            |
| --------------------------------- | ----------------------------------------- | ------------------ | ----------------------------------------------------------------------------------------- |
| 1 januari 1978 – 23 juli 1979     | Emile Rudolf (E.R.) Westerbeek van Eerten | DS'70              | Eerder burgemeester van Ophemert en Varik en (waarnemend) burgemeester van Est en Opijnen |
| 23 juli 1979 – 25 december 1987   | S.J. Wijnperle                            | PvdA               | Waarnemend tot 1 juli 1980                                                                |
| 24 maart 1988 – 1 augustus 1988   | Jacob (J.A.) de Jongh                     | CDA                | Waarnemend. In dezelfde periode tevens burgemeesters van Lingewaal                        |
| 1 augustus 1988 – 1 december 2005 | Ton (A.W.H.M.) Jansen                     | PvdA               |                                                                                           |
| 1 december 2005 – 1 juni 2006     | jhr. Reinder (R.F.R.M.) van Rijckevorsel  | CDA                | Waarnemend                                                                                |
| 1 juni 2006 – 26 september 2010   | Loes (L.A.G.M.) de Zeeuw-Lases            | VVD                | [ 2 ]                                                                                     |
| 1 november 2010 – 15 juni 2011    | Mr. Marianne (M.N.) Kallen-Morren         | VVD                | Waarnemend                                                                                |
| 15 juni 2011 – 1 januari 2014     | Alex (A.J.) van Hedel                     | VVD                | [ 4 ] [ 5 ]                                                                               |
| 1 januari 2014 - 31 december 2015 | Loes (L.H.M.) van Ruijven-van Leeuwen     | CDA                | waarnemend, tevens burgemeester van Lingewaal                                             |
| 1 januari 2016 - 31 december 2018 | Harry (H.H.) de Vries                     | CDA                | waarnemend                                                                                |